# Gâscă polară
Gâsca polară (Anser rossii) sau Gâsca lui Ross este o gâscă albă cu vârfurile aripilor negre și un gât relativ scurt. Este cea mai mică dintre cele trei gâște albe care se înmulțesc în America de Nord. Are un aspect similar cu gâsca de zăpadă în fază albă, dar este cu aproximativ 40% mai mică. Alte diferențe față de gâsca de zăpadă sunt ciocul mai mic în raport cu corpul și nu are „buze negre”. Ca și gâștele de zăpadă, gâștele polare pot prezenta o fază sau o morfologie „albastră” mai închisă, deși acest lucru este extrem de rar (<0,01% din păsările adulte).
Înainte de începutul anilor 1900, această gâscă era considerată o specie rară, probabil ca o consecință a vânătorii deschise, dar numărul ei a crescut ca urmare a măsurilor de conservare. În prezent, IUCN o cataloghează drept specie de îngrijorare redusă și este protejată de Migratory Bird Treaty Act.
Gâsca lui Ross este numită în onoarea lui Bernard R. Ross (1827–1874), care a fost asociat cu Hudson's Bay Company în Teritoriile de Nord-Vest din Canada. Membrii Companiei Hudson's Bay au fost primii europeni care au descoperit zonele arctice de cuibărit ale gâștei lui Ross în 1940. Prima descriere recognoscibilă a gâștei polare a fost dată de exploratorul Samuel Hearne cu optzeci de ani înainte ca John Cassin să-i dea numele după Ross.

## Taxonomie
Gâsca polară împreună cu alte „gâște albe” (de exemplu, gâsca de zăpadă, gâsca imperială) au aparținut anterior genului Chen, însă secvențierea genetică recentă a concluzionat că acest gen era polifiletic cu genul Anser, unde majoritatea taxonomiștilor plasează acum gâsca polară. Membrii genului Chen au fost transferați oficial la Anser în versiunea 6.3 a Listei Mondiale a Păsărilor a Comitetului Ornitologic Internațional în 2016.

## Galerie

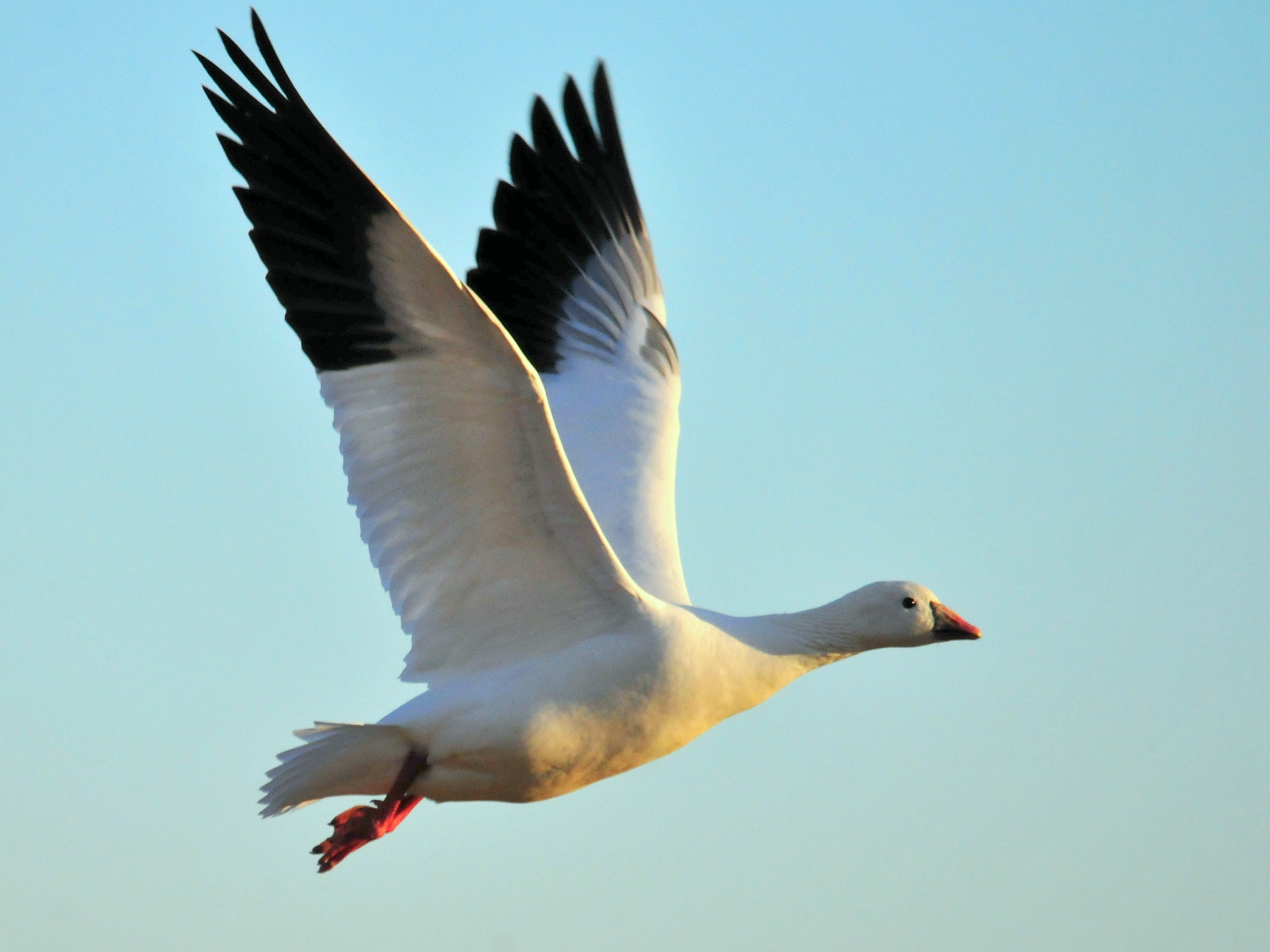
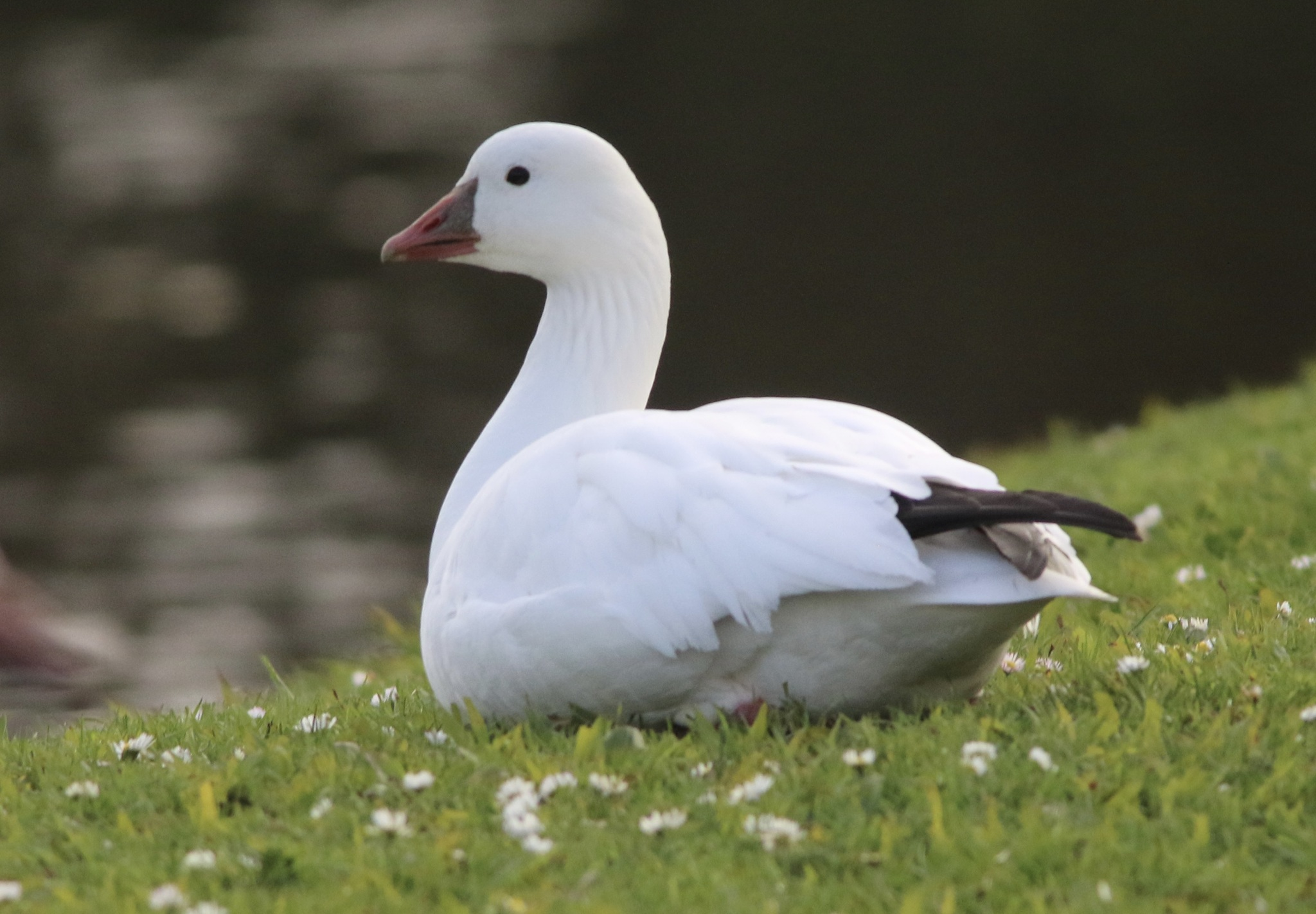
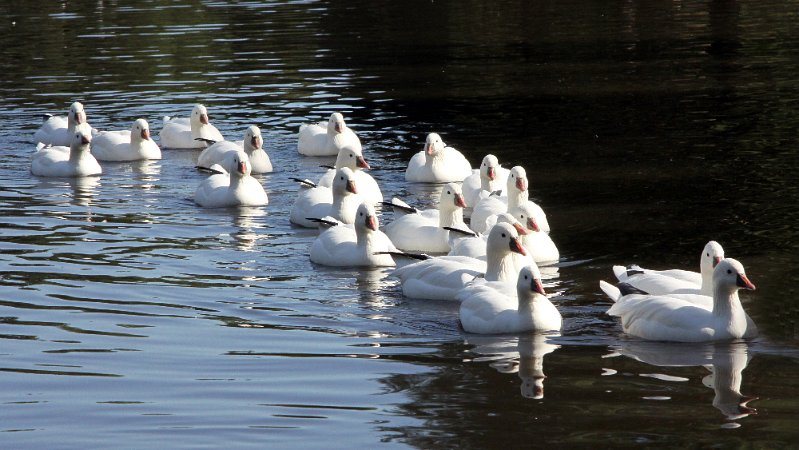